# Palmarès dello Sport-Verein Werder von 1899
Lo Sport-Verein Werder von 1899 e.V., meglio noto come Werder Brema, è una società calcistica tedesca con sede a Brema.
Nella propria bacheca vanta 4 titoli tedeschi, 6 Coppe di Germania, 3 Supercoppe di Germania e 1 Coppa di Lega tedesca in ambito nazionale, mentre in campo continentale ha vinto una Coppa delle Coppe e una Coppa Intertoto.

## Competizioni nazionali
- Campionato tedesco: 4

1964-1965, 1987-1988, 1992-1993, 2003-2004
- Coppa di Germania: 6

1960-1961, 1990-1991, 1993-1994, 1998-1999, 2003-2004, 2008-2009
- Supercoppa di Germania: 3

1988, 1993, 1994
- Coppa di Lega tedesca: 1

2006
- Zweite Bundesliga: 1

1980-1981

## Competizioni regionali
- Gauliga Niedersachsen: 4

1933-1934, 1935-1936, 1936-1937, 1941-1942

## Competizioni internazionali
- Coppa delle Coppe: 1  (record tedesco a pari merito con Amburgo, Bayern Monaco, Borussia Dortmund e Magdeburgo)

1991-1992
- Coppa Intertoto UEFA: 1

1998
- Coppa Intertoto: 3

1979, 1981, 1985

## Altre competizioni
- Kirin Cup: 1

1982

## Competizioni giovanili
- Under-19 Bundesliga: 1

1998-1999

## Altri piazzamenti
- Campionato tedesco:

Secondo posto: 1967-1968, 1982-1983, 1984-1985, 1985-1986, 1994-1995, 2005-2006, 2007-2008
Terzo posto: 1988-1989, 1990-1991, 2004-2005, 2006-2007, 2009-2010
- Coppa di Germania:

Finalista: 1988-1989, 1989-1990, 1999-2000, 2009-2010
Semifinalista: 1942, 1962-1963, 1971-1972, 1972-1973, 1977-1978, 1983-1984, 1987-1988, 1991-1992, 2002-2003, 2004-2005, 2015-2016, 2018-2019, 2020-2021
- Coppa di Lega tedesca:

Finalista: 1999, 2004
Semifinalista: 2005
- Supercoppa di Germania:

Finalista: 1991
- 2. Fußball-Bundesliga:

Secondo posto: 2021-2022
- Gauliga Niedersachsen:

Secondo posto: 1934-1935, 1942-1943
- Coppa UEFA:

Finalista: 2008-2009
Semifinalista: 1987-1988, 1989-1990, 2006-2007
- Supercoppa UEFA:

Finalista: 1992
- Coppa Intertoto UEFA:

Semifinalista: 2003